# Раджаб
Ра́джаб (араб. رجب) — сьомий місяць мусульманського місячного календаря, один з чотирьох доісламських священних місяців, в який здійснювалось «мале паломництво» в Мекку. У місяці 29 днів.
В ісламі закріпилось уявлення про особливе значення посту в окремі дні раджаба. Вважається, наприклад, що піст 27 раджаба, коли, згідно з переказами, Мухаммед був перенесений в Єрусалим, а потім вознісся на небеса, в ритуальному відношенні дорівнює 60 місяцям посту або ста ночам посту. Існує думка, що в місяць раджаб Мухаммед був зачатий або народжений і отримав перше одкровення.
В раджаб відмічались також дні народження Ібрагіма, Іси і ще багато пам'ятних дат. В народі піст і особливі акти благочестя в місяць раджаб були дуже популярними.
Раджаб також є одним з 4-х заборонних місяців, коли Всевишній заборонив війни, конфлікти, кровну помсту і всі гріхи.